# Hildred Blewett
Hildred Blewett (28 mai 1911 - 13 juin 2004) est une physicienne canadienne. 

## Jeunesse et formation
Hildred Hunt naît le 28 mai 1911 à Toronto (Ontario). Son père est ingénieur et deviendra ministre, elle a un frère Talmage. Elle obtient en 1935, un Bachelor of science en physique et en mathématiques de l'Université de Toronto. Elle y rencontre son époux, John Blewett, ils se marient en 1936.  
Elle effectue quelques missions de recherche à l'Université de Rochester (New York), puis au Laboratoire Cavendish de Cambridge - dirigé par Ernest Rutherford - où son mari poursuit sa carrière. A son retour aux États-Unis, en 1938, Blewett rejoint l'Université Cornell en tant qu'étudiante, avec Hans Bethe comme directeur de thèse.  

## Carrière
Elle commence sa carrière chez General Electric à Schenectady (New York) en 1942, où elle conçoit une technique pour contrôler la pollution de la fumée des cheminées d'usine. En 1943, le couple obtient la nationalité américaine. En 1946, elle et son mari font partie de l'équipe initiale du Laboratoire national de Brookhaven. Le laboratoire est dédié à la physique nucléaire. Le couple contribue de manière majeure à la conception du cosmotron, le premier accélérateur de particules de Brookhaven.   
Durant un congé de six mois de Brookhaven, les Blewetts rendent à l'institut Odd Dahl à Bergen, où ils contribuent à la conception initiale du Proton Synchrotron. Ils iront à Genève plusieurs fois, où la votation cantonale de juin 1953 avait ratifié la localisation du CERN. A Brookhaven, Hildred apporte une contribution majeure à la conception du cosmoton, elle conçoit un programme élaboré pour effectuer des mesures détaillées sur chacun des 240 aimants, ce qui permit à l'équipe d'attribuer les positions des aimants dans l'anneau afin de minimiser les effets des écarts par rapport aux champs de conception.  
Le couple divorce dans les années soixante et Hildred demeure célibataire et sans enfants. Lee Teng, un collègue et ami, l'invite à travailler au Laboratoire national d'Argonne où il est le directeur de la division de l'Accélérateur de Particule. Elle rejoint le personnel du CERN en 1969 et collabore aux anneaux de stockage à intersections (ISR) jusqu'en 1976. Elle demeure une année de plus comme associée scientifique.  
Après sa retraite en 1977, Blewett retourne à Vancouver. Elle décède le 13 juin 2004.  
Elle lègue une grande partie de sa succession à la Société américaine de physique, fondant la bourse Blewett pour les physiciennes qui reprennent une carrière après une pause.

## Publications
- The Properties of Ferromagnetic Ferrites. Volume 1168 de AECU, U. S. Atomic Energy Commission. John Paul Blewett, Martin Plotkin, M. Hildred Blewett. United States Atomic Energy Commission, Technical Information Service, 1951[6].
- The Cosmotron—A Review. M. Hildred Blewett. Review of Scientific Instruments 24, 725 (1953)[7].
- Proceedings. M. Hildred Blewett, N. Vogt-Nilsen. International Union of Pure and Applied Physics, European Organization for Nuclear Research. European Organization for Nuclear Research, 1971[8].
- International Conference on High Energy Accelerators. Brookhaven National Laboratory. September, 1961. M. Hildred Blewett. U.S. Atomic Energy Commission[9].